# 易易壹金融集團
易易壹金融集團有限公司，簡稱易易壹金融集團（英語：Easy One Financial Group Limited，港交所除牌前：0221.HK） ，前身為「利來控股有限公司」和「PNG資源控股有限公司」（2010年更名），當時大股東為宏安集團，值得注意是曾贊助無綫節目《森海尋寶》更名上市，該公司在1990年，由前主席「蘇智曉」創立，但由於發生財政問題，加上行業競爭激烈，於是出售給宏安集團。
而當時主要經營中國內地房地產、本港新鮮豬肉、紡織產品、以及物業投資。其中主要和中國成為收入來源相關產品銷售、開發天然資源等。其中香港、中國內地、巴布亞新畿內亞業務主要收入來源。其後現時經營為中國內地房地產行業和金融借貸業務。
2020年5月4日，CAISTER LIMITED（宏安集團和位元堂主席鄧清河大股東）以174,832,950.00港元，或0.3港元私有化，原因受新冠肺炎和政治影響，加上業務發展限制。

## 網站
- easyonefg.com （页面存档备份，存于）
- 221.COM.HK （页面存档备份，存于）